# Waldemar Krossa
Waldemar Krossa (* 6. Oktober 1836 in Guttstadt, Masuren; † 17. Mai 1919 in Wiesbaden-Sonnenberg) war ein deutscher Verwaltungsjurist in Ostpreußen. 

## Leben
Krossa besuchte das Gymnasium in Rastenburg und studierte Rechtswissenschaft an der Albertus-Universität Königsberg. Wie viele Absolventen seiner Schule wurde er im Sommersemester 1855 Mitglied des Corps Masovia. Als Regierungsassessor wurde er im März 1875 kommissarisch, am 22. September 1875 endgültig Landrat des Kreises Ragnit. Zum 1. Januar 1886 wurde er als Regierungsrat zur Regierung in Liegnitz versetzt und später als Geh. Regierungsrat charakterisiert.